# Boot Hill (jeu vidéo)
Pour les articles homonymes, voir Boot Hill.
Boot Hill est un jeu vidéo développé par la Midway Manufacturing Company, sorti en 1977 sur borne d'arcade. 

## Résumé
Dans Boot Hill, chaque joueur incarne un cowboy qui se déplace du côté droit ou gauche de l'écran. Les deux camps sont séparés par une ligne de chariot et de cactus servant de cachettes. Ces objets disparaissent au fur et à mesure que l'on tire dessus. Le but est de toucher l'adversaire tout en déjouant son adversaire avant la fin du compte à rebours

## Système de jeu
Boot Hill est une amélioration de Gun Fight, développé en 1975. 
Pour améliorer l’expérience des joueurs, Dave Nutting a l’idée grâce à des miroirs et un rétro-éclairage de superposer l’image monochrome du jeu à un décor peint représentant la ville de Boot Hill et le cimetière dans lequel sont transportés les morts. Les objets et les personnages sont d'ailleurs représentés avec un effet de perspective pour une vision plus réaliste.
Les animations ont aussi été améliorées. Par exemple, lorsqu’un cowboy meurt, un nouveau cactus apparait du côté de la rue appartenant au joueur qui vient de perdre un personnage pour lui permettre d’avoir une cachette supplémentaire.
Avec Boot Hill,  un joueur peut désormais jouer seul contre l’ordinateur, à la différence de Gun Fight. Enfin, les courtes musiques jouées au moment des actions du joueur améliorent son expérience.

## Postérité
Le jeu est l'une des entrées de l'ouvrage Les 1001 jeux vidéo auxquels il faut avoir joué dans sa vie